# Pan (2015)
Pan is een Amerikaanse avonturen-fantasyfilm uit 2015, geregisseerd door Joe Wright. De film is een vernieuwde versie van de roman Peter and Wendy, geschreven door J.M. Barrie.

## Verhaal
Een moeder legt haar pasgeboren kindje bij de deur van een jongensweeshuis in Londen. Dat kindje heet Peter. Twaalf jaren later ontdekt Peter een briefje van zijn moeder in het archief van het weeshuis waarop staat geschreven dat zijn moeder niet voor hem kan zorgen maar ze belooft ooit terug te komen of het moet zijn in een andere wereld. 
Diezelfde avond wordt hij met de andere jongens ontvoerd door piraten en meegenomen op een vliegend schip naar het magische Neverland. Daar maakt hij kennis met Blackbeard die maar een doel voor ogen heeft, elfenstof dat in de mijnen op het eiland is verstopt. De jongens moeten als mijnwerkers voor Blackbeard naar het elfenstof zoeken. Peter ontmoet in de mijnen James Hook, een volwassen man die ook ooit als kind werd ontvoerd. Als iedereen erachter komt dat Peter kan vliegen als hij naar de afgrond wordt geduwd, denkt Blackbeard dat hij misschien wel de uitverkorene is, een jongen die kan vliegen en hem naar de elfen kan leiden. Hook wil ontsnappen van het eiland en vraagt aan Peter om daarbij te helpen. Peter die zijn moeder wil zoeken helpt Hook en ze ontsnappen samen. 
Tijdens het vluchten  komen ze terecht bij de inheemse bevolking. Hook denkt te kunnen onderhandelen en dat ze geen vlieg kwaad willen doen, maar ze worden door het volk gevangengenomen. De Leider van het volk en zijn dochter, Prinses Tiger Lily, geven hen het voordeel van de twijfel, zeker als ze denken dat Peter de uitverkorene is. Ze vertelt dat Blackbeard niets mag weten van het elfenrijk, en vertelt dat Peters moeder daarvandaan komt. Ze was ooit een elf voordat ze veranderde in een mens. Peter wil zijn moeder daar zoeken. Als ze een oud maar nog bruikbaar schip tegenkomen, wil Hook daarmee naar huis. Peter wil niet met Hook mee en gaat met Tiger Lily op zoek naar zijn moeder. 
Blackbeard en zijn mannen volgen hen echter van op afstand als ze naar het geheime elfenrijk gaan. Daar bij de poort van het rijk worden ze overvallen door Blackbeard en zijn trawanten en raken zo binnen bij de elfen. Daar roven ze alles leeg en verbannen alle elfen. Hook komt terug en bevrijdt Peter. Er ontstaat een gevecht en Blackbeard lijkt te winnen als Hook in de afgrond valt. Peter, die enkel door heldenmoed kan vliegen, gaat hem achterna en redt Hook. Samen slagen ze erin Blackbeard te verslaan. 
Peter komt nog in contact met de geest van zijn moeder die vertelt dat zijn thuis hier is. Hook zegt tegen Peter dat hij toch op het eiland wil blijven. Peter zegt tegen Hook dat ze altijd vrienden blijven.

## Rolverdeling
| Acteur          | Personage     |
| --------------- | ------------- |
| Levi Miller     | Peter Pan     |
| Hugh Jackman    | Blackbeard    |
| Garrett Hedlund | James Hook    |
| Rooney Mara     | Tiger Lily    |
| Cara Delevingne | Zeemeerminnen |
| Amanda Seyfried | Mary          |

## Achtergrond
In januari 2014 werden de rollen van Blackbeard en Hook toegewezen aan Hugh Jackman en Garrett Hedlund. De rol van Peter Pan nam meer tijd in beslag. Levi Miller werd uiteindelijk uit duizend jongens, afkomstig uit de landen Australië, Canada, Verenigd Koninkrijk en de Verenigde Staten, gekozen. De casting van de rol Tiger Lily was ook niet vanzelfsprekend. Het indiaans karakter van Tiger Lily werd uiteindelijk toegewezen aan de kaukasische actrice Rooney Mara. De film werd ook ingesproken in het Nederlands. De personages van de kapiteins Blackbeard en Hook werden niet vertaald naar de Nederlandse versie van de film. Ook zongen de acteurs in de Nederlandse versie de liedjes in het Engels.